# ایستگاه متروی خیابان اجور (خط سیرکل)
ایستگاه متروی خیابان اجور (انگلیسی: Edgware Road tube station) یکی از ایستگاه‌های متروی لندن است.
این ایستگاه که در شهر وست‌مینستر قرار دارد در سال ۱۸۶۳ تأسیس شده و جزئی از خط سیرکل، خط ناحیه متروی لندن و خط همرسمیت و سیتی می‌باشد.

## نگارخانه

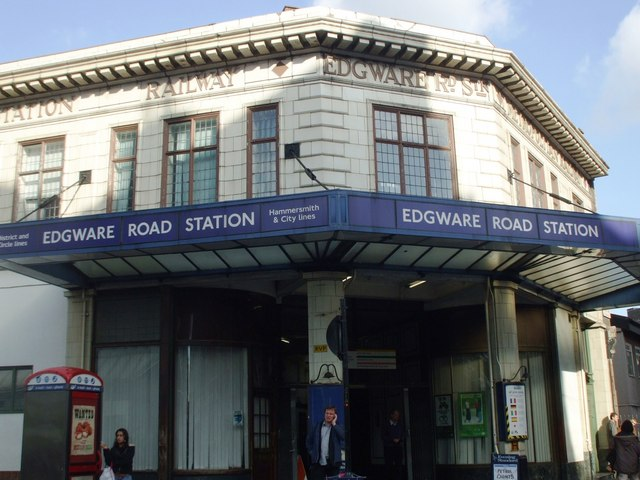
ورودی ایستگاه
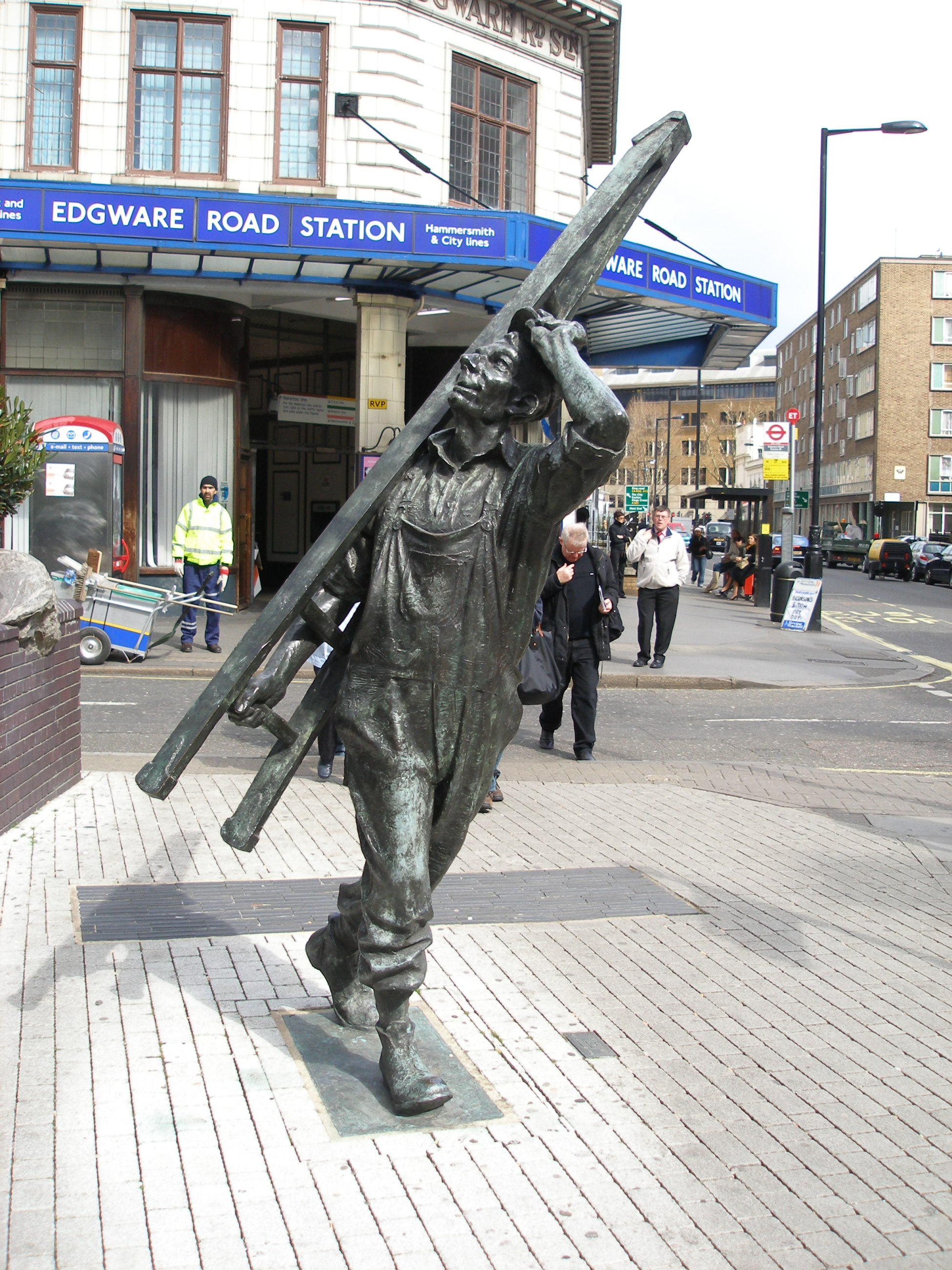
مجسمه روبه‌روی ورودی ایستگاه
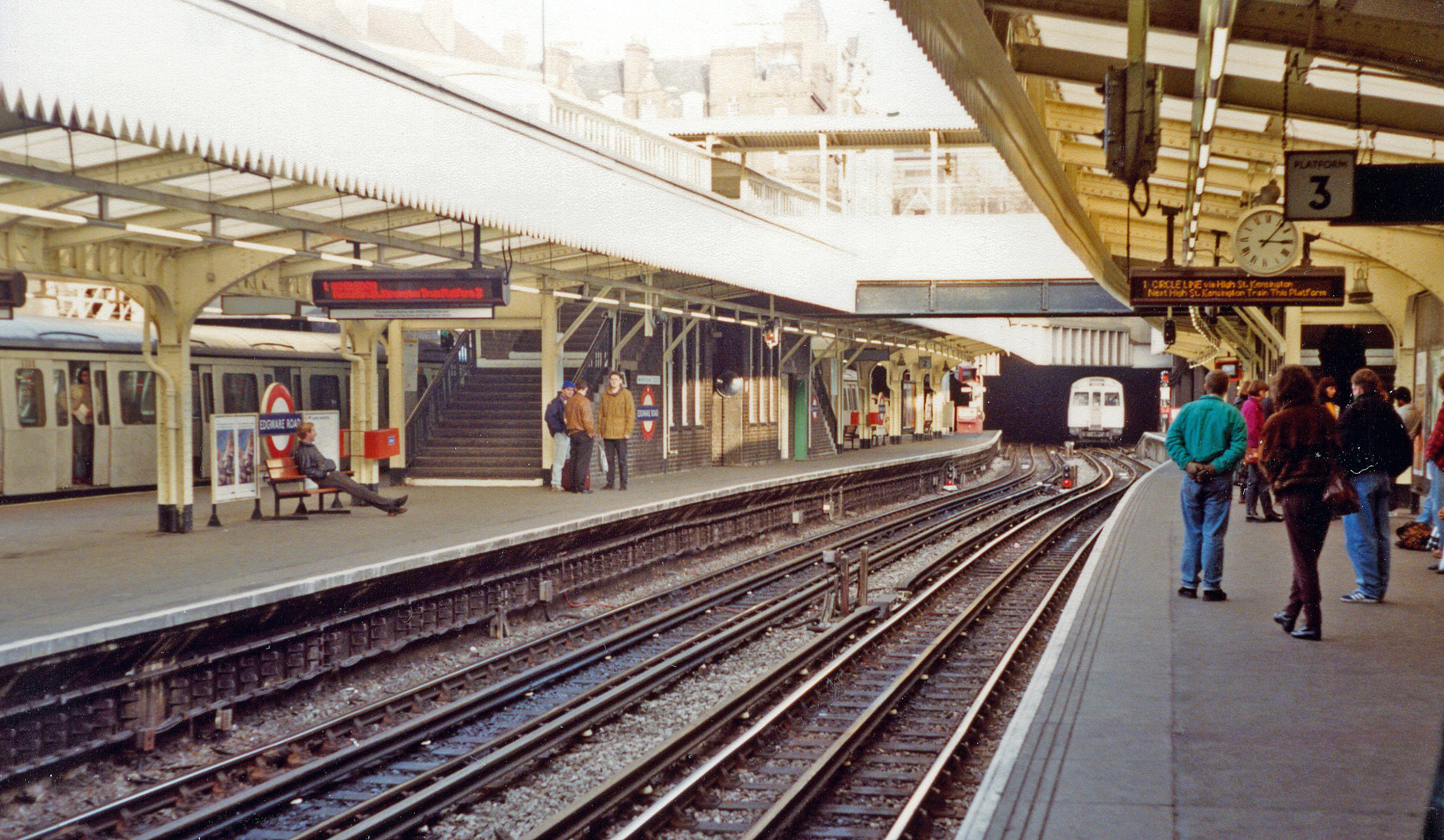
سکوها، ۱۹۹۲
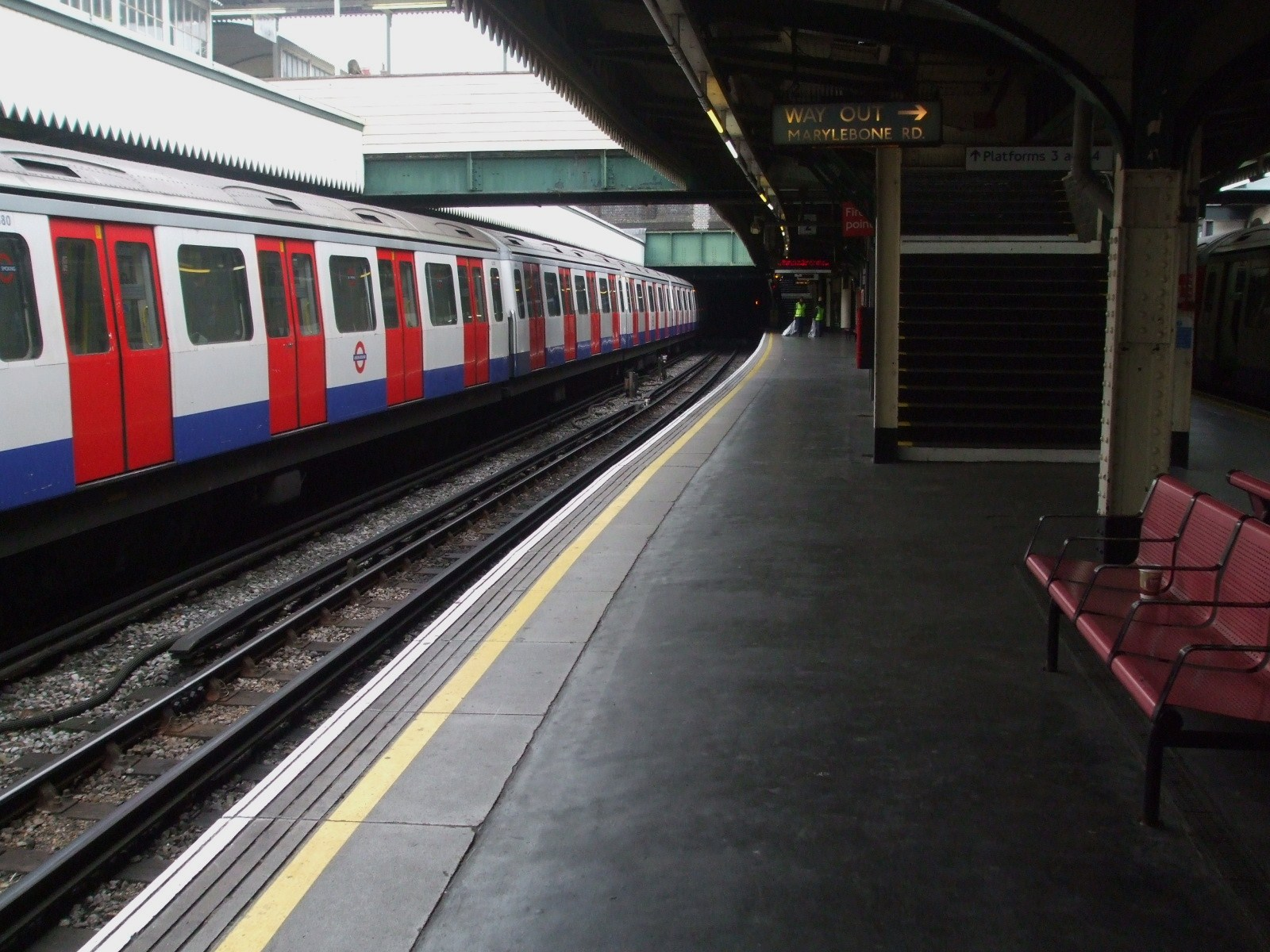
سکو ۲
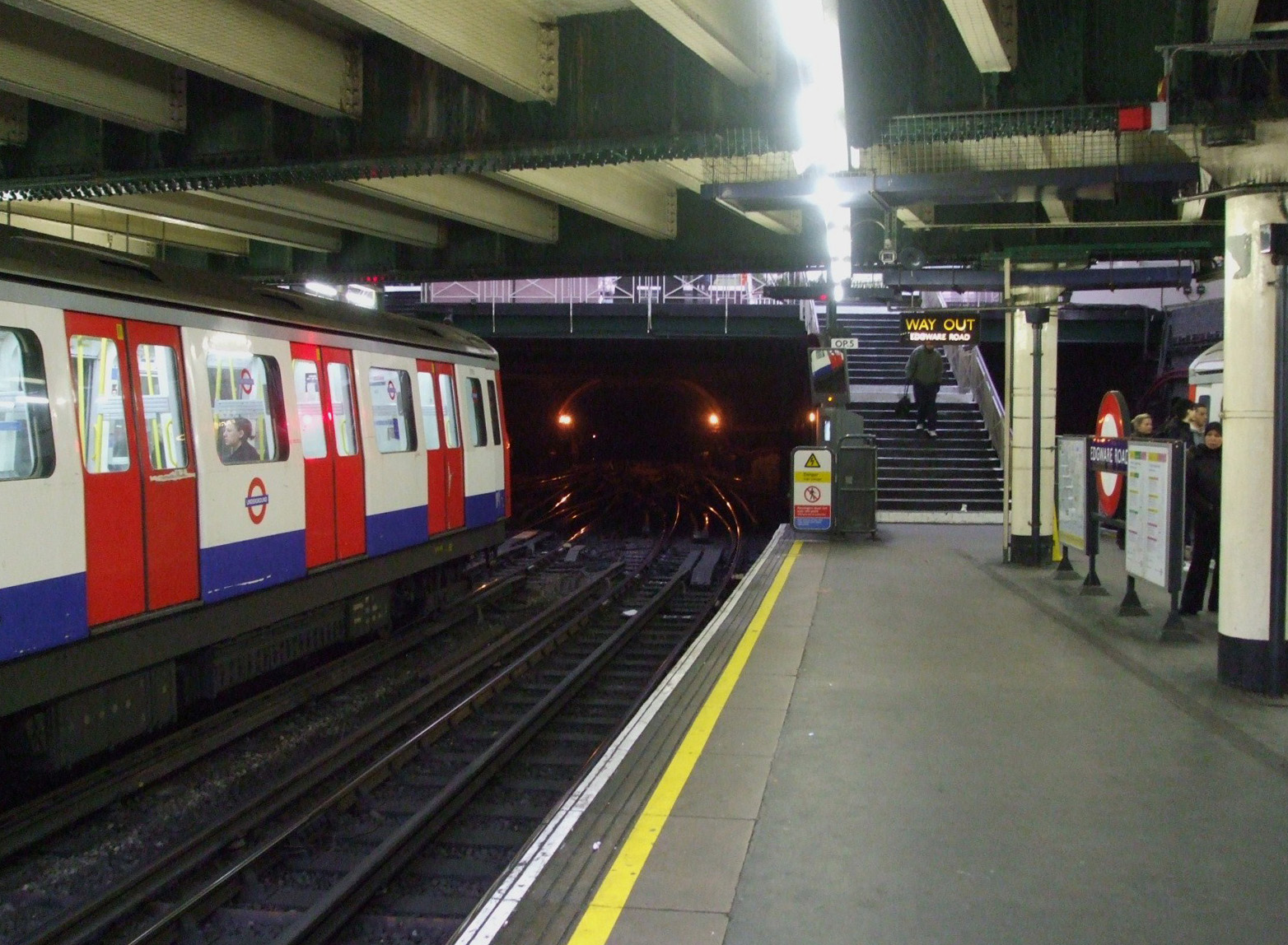
سکو ۲
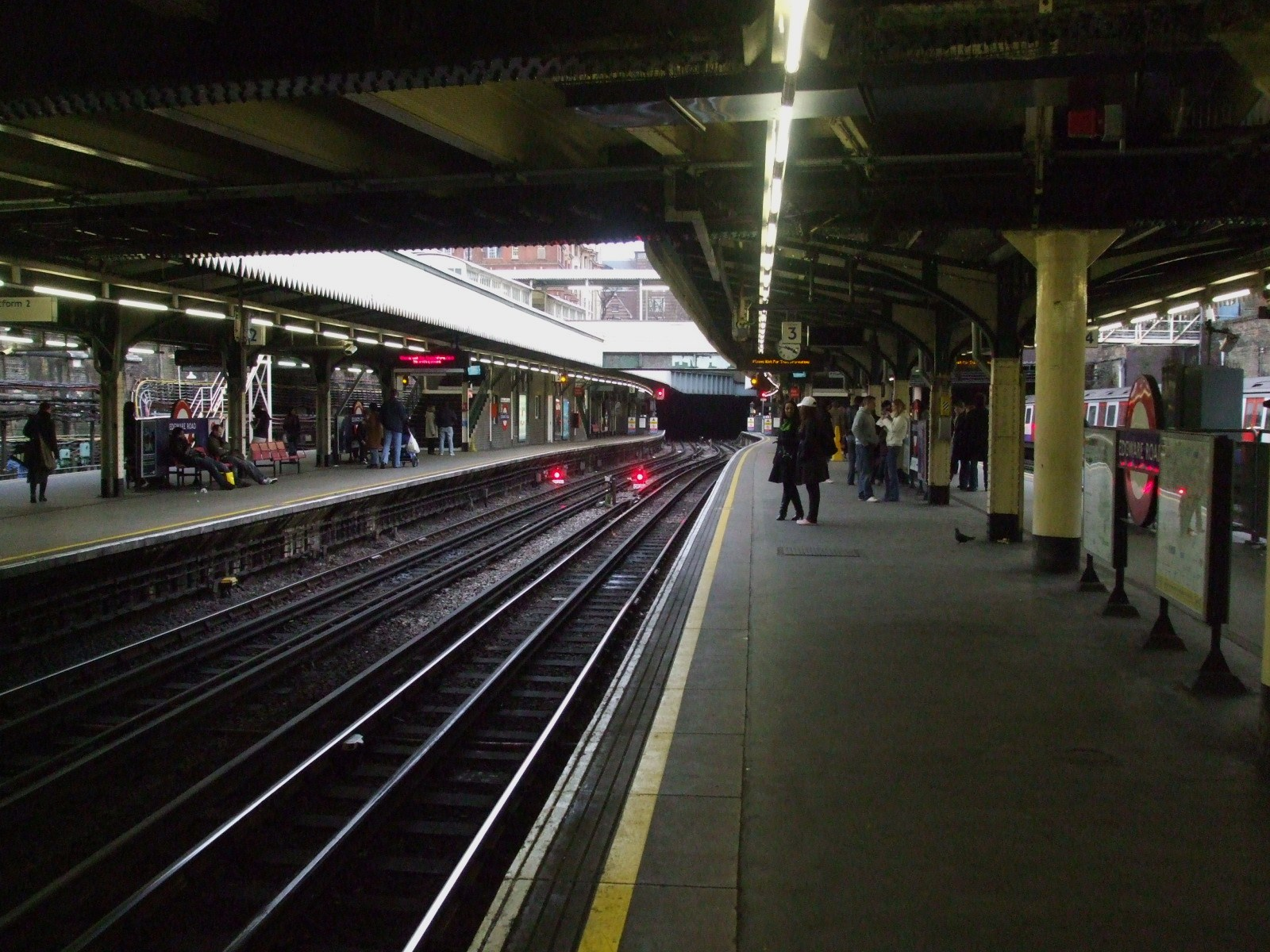
سکو ۳
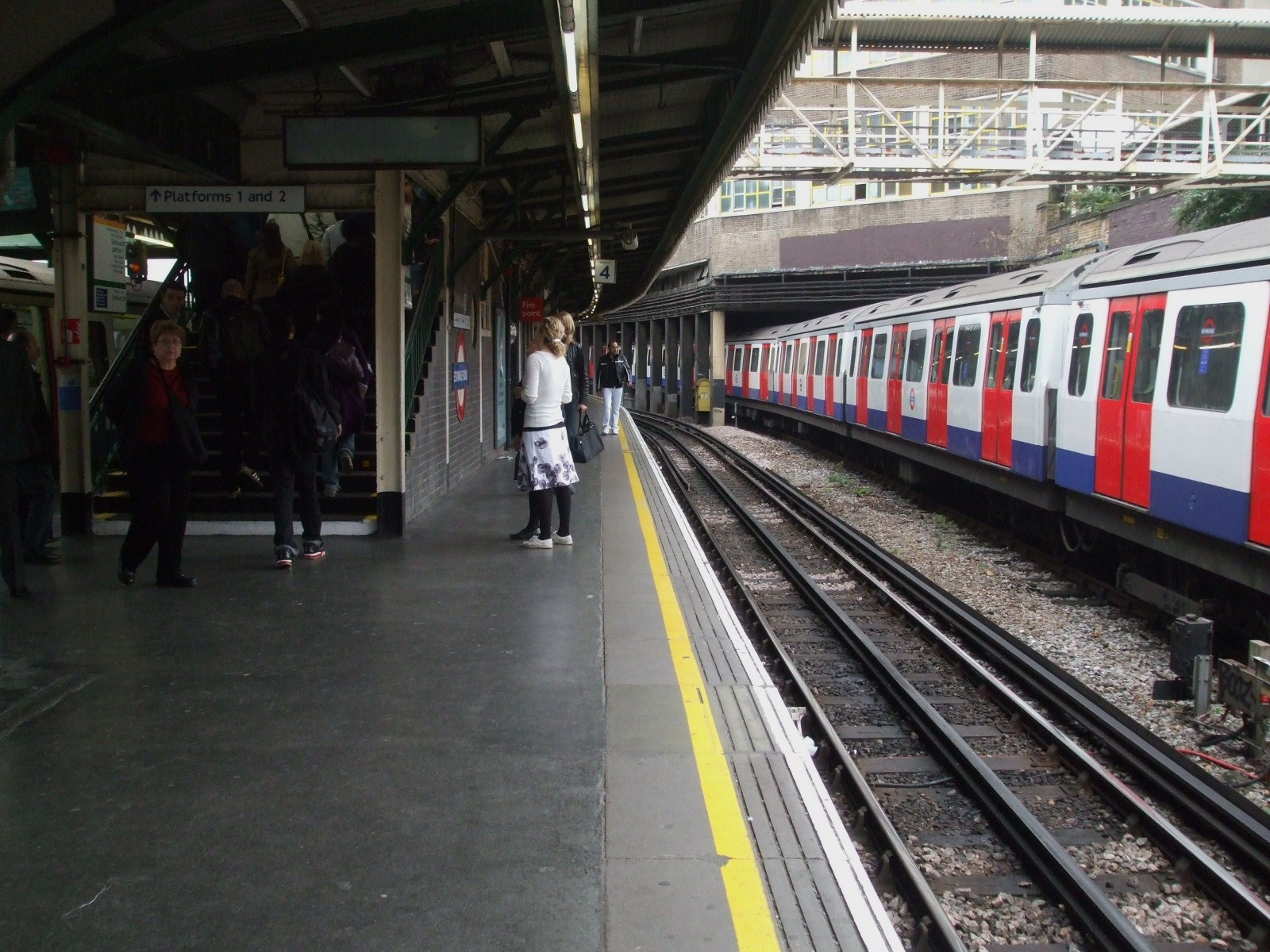
سکو ۴
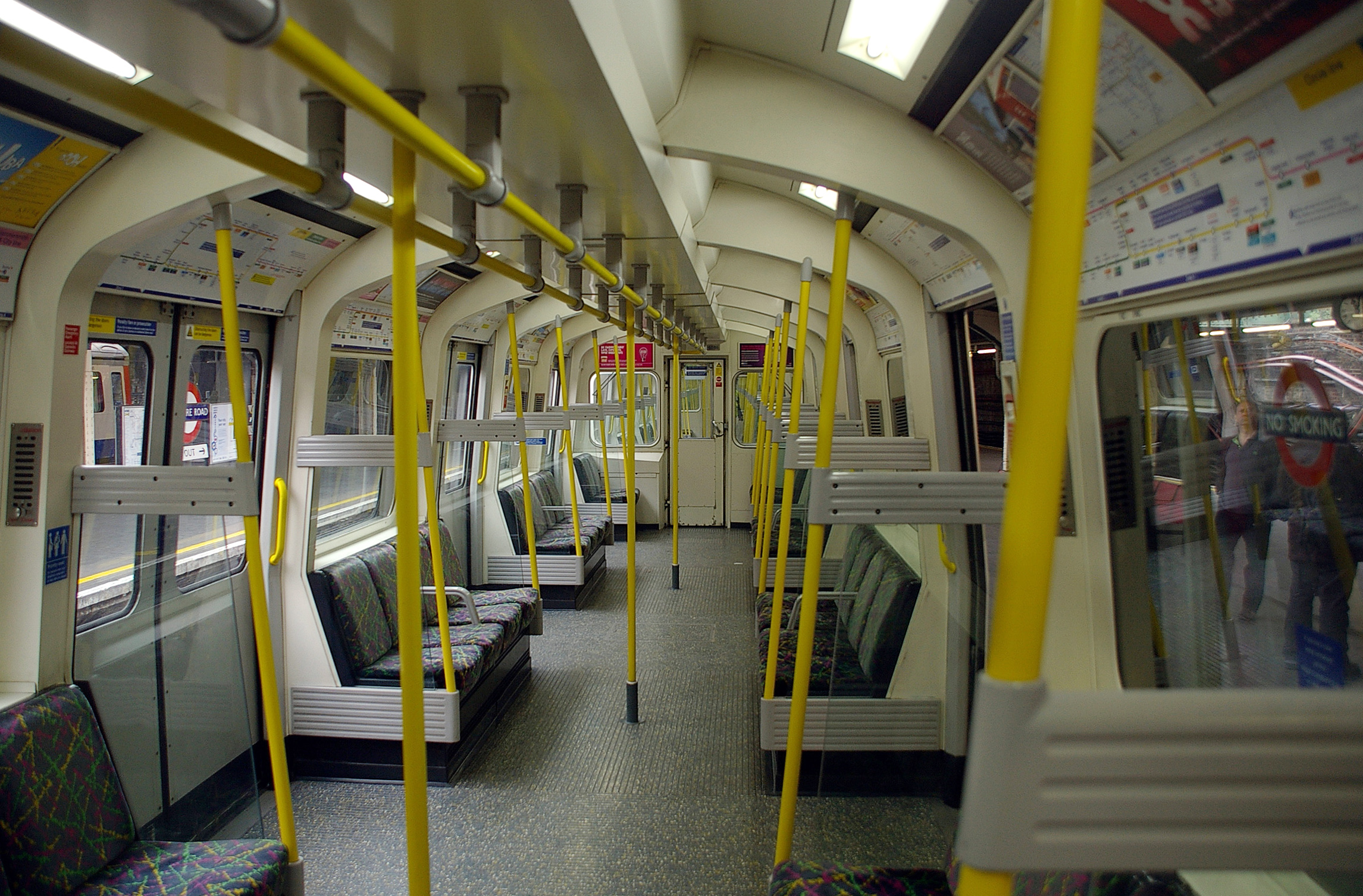
داخل قطار